# 积玉桥街道
积玉桥街道，位于武昌区中心地带，是武昌区委、区政府所在地。东临沙湖，隔湖与湖北省政府所在地水果湖地区相望，南至中山路，与粮道街、中华路街相连，西滨长江，北到沙湖大桥，与徐家棚街毗邻。街道办事处驻地为武昌区尚隆路17号，归积玉桥尚隆社区管辖，武昌区朝北方向，因原武昌武胜门护城河有名为“积玉”的石桥而得名。街道荣誉：2011年被评为湖北省卫生街道；2011年被评为武汉市先进基层党组织、武汉市文明街、武汉市安全生产先进单位、全市老旧住宅区物业服务提档升级工作先进集体、武汉市食品安全工作示范街、武汉市先进人民调解委员会、武汉市城市综合管理先进街道、武汉市无新增违法建设先进街道。
街道办事处下辖14个社区，437个居（村）民小组，24648户。14个社区均为社会型社区。
街道面积3.75平方公里，总人口70171人，其中常住人口59964人，城镇化率100%；流动人口10207人。
有4条主干道，一般道路13条，其中主干道分别为：友谊大道、和平大道、临江大道、中山路。
有码头1个，为曾家巷轮渡码头；武汉长江隧道武昌端设友谊大道1个主进出通道，右进匝道和右出匝道各两条；武汉地铁2号线经过辖区，地铁站点有2个，分别为积玉桥站和螃蟹甲站。

有历史建筑 1处，为蓝湾俊园百年钟楼；有长江观景第一台，位于武昌江滩公园。
名称由来
积玉桥泛指武昌解放路北端以东之中山路南北两侧地带。这一带原来有座桥，每年夏季湖水上涨时，附近的居民就在桥孔处捕鱼捞虾，所捕之鱼多为鲫鱼，遂称此桥为鲫鱼桥，并泛指附近之地。后来这里成为运送铸造铜元材料的车辆至铜元局的必经之地，便取堆金积玉之意，将鲫鱼桥谐音雅化为积玉桥。积玉桥作为区片名称则沿用至今。
街道下辖以下地区：
尚隆苑社区、中山社区、汉安里社区、汉成里社区、四清里社区、凤凰社区、沙湖新村社区、蓝湾俊园社区、幸福里社区、民主里社区、金地花园社区、新生里社区、康乐里社区、三角路南社区、华兴里社区和新河社区。